# Itanium 2

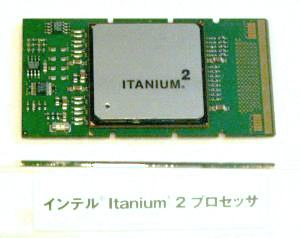
Itanium 2

De Itanium 2 was een Intel-processor die gebruik maakte van de IA-64-processorarchitectuur.

## Overzicht
| Codenaam              | grootte       | Uitgebracht | Kloksnelheid  | L2 Cache/ kern         | L3 Cache/ processor | Bussnelheid                  | aantal processors | cores/ processor | watt/ processor | Extra info                                             |
| Itanium               | Itanium       | Itanium     | Itanium       | Itanium                | Itanium             | Itanium                      | Itanium           | Itanium          | Itanium         | Itanium                                                |
| --------------------- | ------------- | ----------- | ------------- | ---------------------- | ------------------- | ---------------------------- | ----------------- | ---------------- | --------------- | ------------------------------------------------------ |
| Merced                | 180 nanometer | 2001-06     | 733 MHz       | 96 KB                  | geen                | 266 MHz                      | 1                 | 1                | 116             | 2 MB off-die L3 cache                                  |
| Merced                | 180 nanometer | 2001-06     | 800 MHz       | 96 KB                  | geen                | 266 MHz                      | 1                 | 1                | 130             | 4 MB off-die L3 cache                                  |
| Itanium 2             |               |             |               |                        |                     |                              |                   |                  |                 |                                                        |
| McKinley              | 180 nanometer | 2002-07-08  | 900 MHz       | 256 KB                 | 1,5 MB              | 400 MHz                      | 1                 | 1                | 130             | HW branchlong                                          |
| McKinley              | 180 nanometer | 2002-07-08  | 1 GHz         | 256 KB                 | 3 MB                | 400 MHz                      | 1                 | 1                | 130             | HW branchlong                                          |
| Madison               | 130 nanometer | 2003-06-30  | 1,3 GHz       | 256 KB                 | 3 MB                | 400 MHz                      | 1                 | 1                | 130             |                                                        |
| Madison               | 130 nanometer | 2003-06-30  | 1,4 GHz       | 256 KB                 | 4 MB                | 400 MHz                      | 1                 | 1                | 130             |                                                        |
| Madison               | 130 nanometer | 2003-06-30  | 1,5 GHz       | 256 KB                 | 6 MB                | 400 MHz                      | 1                 | 1                | 130             |                                                        |
| Madison               | 130 nanometer | 2003-09-08  | 1,4 GHz       | 256 KB                 | 1,5 MB              | 400 MHz                      | 1                 | 1                | 130             |                                                        |
| Madison               | 130 nanometer | 2004-04     | 1,4 GHz       | 256 KB                 | 3 MB                | 400 MHz                      | 1                 | 1                | 130             |                                                        |
| Madison               | 130 nanometer | 2004-04     | 1,6 GHz       | 256 KB                 | 3 MB                | 400 MHz                      | 1                 | 1                | 130             |                                                        |
| Deerfield             | 130 nanometer | 2003-09-08  | 1,0 GHz       | 256 KB                 | 1,5 MB              | 400 MHz                      | 1                 | 1                | 62              | Low voltage                                            |
| Hondo                 | 130 nanometer | 2004-Q1     | 1,1 GHz       | 256 KB                 | 4 MB                | 400 MHz                      | 2                 | 1                | 260             | 32 MB L4                                               |
| Fanwood               | 130 nanometer | 2004-11-08  | 1,6 GHz       | 256 KB                 | 3 MB                | 533 MHz                      | 1                 | 1                | 130             |                                                        |
| Fanwood               | 130 nanometer | 2004-11-08  | 1,3 GHz       | 256 KB                 | 3 MB                | 400 MHz                      | 1                 | 1                | 62?             | Low voltage                                            |
| Madison               | 130 nanometer | 2004-11-08  | 1,6 GHz       | 256 KB                 | 9 MB                | 400 MHz                      | 1                 | 1                | 130             |                                                        |
| Madison               | 130 nanometer | 2005-07-05  | 1,67 GHz      | 256 KB                 | 6 MB                | 667 MHz                      | 1                 | 1                | 130             |                                                        |
| Madison               | 130 nanometer | 2005-07-18  | 1,67 GHz      | 256 KB                 | 9 MB                | 667 MHz                      | 1                 | 1                | 130             |                                                        |
| Itanium 2 9000 series |               |             |               |                        |                     |                              |                   |                  |                 |                                                        |
| Montecito             | 90 nanometer  | 2006-07-18  | 1,4 GHz       | 256 KB (D)+ 1 MB (I)   | 6–24 MB             | 400 MHz                      | 1                 | 2                | 104             | Virtualization, Multithread, geen hardwarematige IA-32 |
| Montecito             | 90 nanometer  | 2006-07-18  | 1,6 GHz       | 256 KB (D)+ 1 MB (I)   | 6–24 MB             | 533 MHz                      | 1                 | 2                | 104             | Virtualization, Multithread, geen hardwarematige IA-32 |
| Itanium 2 9100 series |               |             |               |                        |                     |                              |                   |                  |                 |                                                        |
| Montvale              | 90 nanometer  | 2007-10-31  | 1,42–1,66 GHz | 256 KB (D)+ 1 MB (I)   | 8–24 MB             | 400–667 MHz                  | 1                 | 1–2              | 75–104          |                                                        |
| Itanium 9300 series   |               |             |               |                        |                     |                              |                   |                  |                 |                                                        |
| Tukwila               | 65 nanometer  | 2010-02-08  | 1,33–1,73 GHz | 256 KB (D)+ 512 KB (I) | 10–24 MB            | QPI with a speed of 4,8 GT/s | 1                 | 2–4              | 130–185         |                                                        |
| Itanium 9500 series   |               |             |               |                        |                     |                              |                   |                  |                 |                                                        |
| Poulson               | 32 nanometer  | 2012-11-08  | 1,73–2,53 GHz | 256 KB (D)+ 512 KB (I) | 20–32 MB            | QPI with a speed of 6,4 GT/s | 1                 | 4–8              | 130–170         |                                                        |
| Itanium 9700 series   |               |             |               |                        |                     |                              |                   |                  |                 |                                                        |
| Kittson               | 32 nanometer  | 2017-05-11  | 1,73–2,66 GHz | 256 KB (D)+ 512 KB (I) | 20–32 MB            | QPI with a speed of 6,4 GT/s | 1                 | 4–8              | 130–170         |                                                        |
| Codenaam              | grootte       | Uitgebracht | Kloksnelheid  | L2 Cache/ kern         | L3 Cache/ processor | Bussnelheid                  | aantal processors | cores/ processor | watt/ processor |                                                        |

## Einde
Door de snelle evolutie van de x86 en x86-64 architectuur verloor de Itanium steeds meer marktaandeel. In mei 2017 bracht Intel de Itanium 9700 uit en liet weten dat dit de laatste uit de reeks was.